# Prerequisits
Prerequisits (també conegut com a pla de suport o pla general d'higiene) és un terme de l'àmbit de la seguretat alimentària que denomina les pràctiques i les condicions necessàries abans i al llarg de la implantació del Sistema d'APPCC i que són essencials per a la seguretat alimentària, d'acord amb el que es descriu en els principis generals d'higiene alimentària i altres codis de pràctiques de la Comissió del Codex Alimentarius.
La producció d'aliments segurs per al consum humà requereix una sòlida base de condicions i pràctiques higièniques que evitin la introducció d'agents perillosos, l'augment de la càrrega microbiològica o l'acumulació de residus i altres agents químics o físics en els aliments, de forma directa o indirecta. Les pràctiques que proporcionen l'entorn bàsic i les condicions mínimes necessàries per a la producció d'aliments segurs es coneixen amb el nom de Prerequisits.